# Cupha keyana
Cupha keyana är en fjärilsart som beskrevs av Hans Fruhstorfer 1912. Cupha keyana ingår i släktet Cupha och familjen praktfjärilar. Inga underarter finns listade i Catalogue of Life.